# Godfrey Thoma
Godfrey Thoma, né le 22 janvier 1957, est un homme politique nauruan, plusieurs fois président du Parlement ou ministre.

## Biographie
Après une carrière d'officier de police, il entre en politique. Il est élu député pour la première fois lors des législatives du 18 novembre 1995, et conserve son siège sans discontinuer[réf. nécessaire] jusqu'à ce qu'il le perde aux élections du 25 août 2007. Le Parlement issu de ces dernières est éphémère ; le président de la République, Marcus Stephen, le dissout, entraînant un nouveau scrutin le 26 avril 2008. Thoma retrouve son siège en tant que député de la circonscription d'Aiwo. Il conserve son siège lors des deux législatives de 2010, et le perd aux élections du 8 juin 2013. Il n'y a pas de partis politiques à Nauru, et il siège donc sans étiquette.
Le 6 mai 2003, il est élu président du Parlement, puis démissionne le lendemain, dans un contexte où l'assemblée est divisée en factions et chaque député souhaite faire compter sa voix en faveur d'un candidat à la présidentielle. Le 13 mai 2010, il est élu président du Parlement pour la deuxième fois. Il appelle à une dissolution de l'assemblée, paralysée par sa division en factions politiques de taille égale, afin que puissent se tenir de nouvelles élections législatives. Lorsque sa demande n'est pas entendue, il démissionne de la présidence du Parlement le 18 mai. Le 25 avril 2013, il est élu à cette présidence une troisième fois, alors que le Parlement se trouve scindé en blocs et privé d'une majorité capable de gouverner. Il doit alors faire face à une crise politique. Le président de la République, Sprent Dabwido, demande la dissolution du Parlement en vue de la tenue d'élections anticipées. Godfrey Thoma fait valoir que le Parlement ne peut être dissous sans un débat préalable à ce sujet. Or, les députés partisans du président, considérant que le Parlement est déjà légalement dissous, refusent de siéger, provoquant une absence de quorum, et empêchant l'assemblée de fonctionner. Après plusieurs semaines d'impasse, Thoma prononce la dissolution du Parlement le 23 mai.
Il est également ministre. Sous le Président Ludwig Scotty (juin 2004 à décembre 2007) il est ministre de la Justice, des Pêcheries et de l'Autorité des Ressources marines, de l'Immigration, et des Sports. Sous le Président Sprent Dabwido, du 15 novembre 2011 au 11 juin 2012, il est ministre des Transports et ministre chargé de la Republic of Nauru Phosphate Corporation (l'entreprise publique d'exploitation du phosphate, principale ressource du pays),.